# لوک بنوارد
لوک بنوارد (انگلیسی: Luke Benward؛ زادهٔ ۱۲ مهٔ ۱۹۹۵) یک هنرپیشه و خواننده اهل ایالات متحده آمریکا است. وی از سال ۲۰۰۲ میلادی تاکنون مشغول فعالیت بوده‌است.
از فیلم‌ها یا برنامه‌های تلویزیونی که وی در آن نقش داشته است می‌توان به جان عزیز، دامپلین، به‌خاطر وین-دیکسی و جزیره بزرگ اشاره کرد.